# Linda Steneberg
Eva Linda Marie Fernandez-Corugedo Steneberg, ogift Steneberg, född 13 februari 1952 i Sankt Görans församling i Stockholm, är en svensk ämbetsman.
Efter utbildning vid Handelshögskolan i Stockholm började hon på Utrikesdepartementet och tjänstgjorde i Bangkok, Bryssel, Madrid och Genève, med inriktning EU-frågor, sydasiatisk politik och handelsförhandlingar.
1996 började hon på Europeiska Kommissionen och var chef på representationskontoret i Stockholm. Hon var värd för Sommar i P1 26 juli 1996.
Sedan 2011 arbetar hon som direktör på Generaldirektoratet för kommunikationsnät, innehåll och teknik, CNECT / DG Connect.
Steneberg gifte sig 1980 med V José Fernandez-Corugedo Y Garzia (född 1948).